# John Garrels
John Garrels, född 18 november 1885 i Bay City i Michigan, död 21 oktober 1956 i Grosse Ile Township, var en amerikansk friidrottare.
Garrels blev olympisk silvermedaljör på 110 meter häck vid sommarspelen 1908 i London.